# Harald Schneider (Politiker)

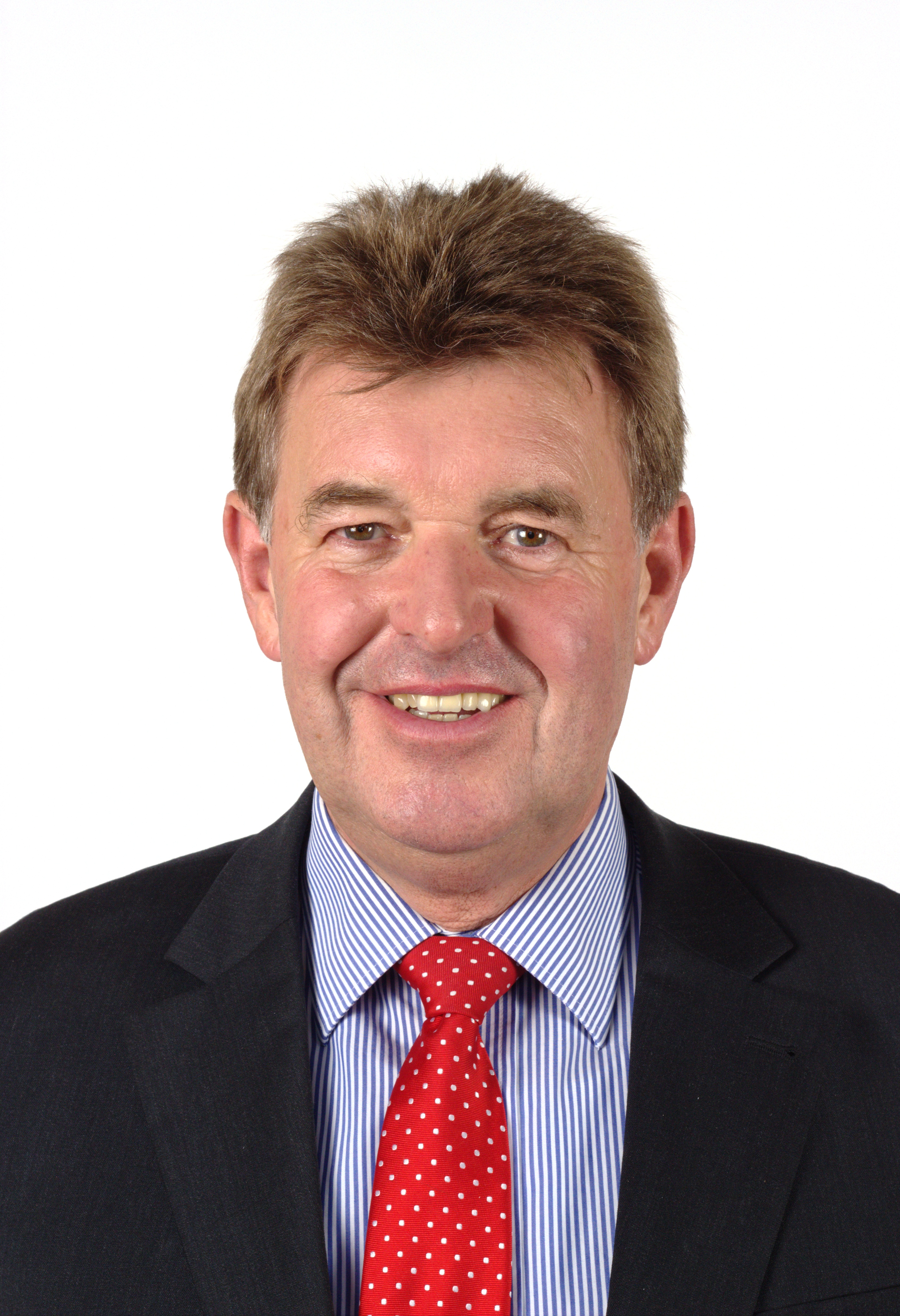
Harald Schneider (2012)

Harald Schneider (* 3. Mai 1952 in Würzburg) ist ein deutscher Gewerkschaftsfunktionär und Politiker (SPD). Er war von 2005 bis 2010 Landesvorsitzender der Gewerkschaft der Polizei (GdP) in Bayern und von 2008 bis 2013 Abgeordneter des Bayerischen Landtages.

## Leben und Beruf
Schneider besuchte zunächst die Hauptschule und wechselte 1962 an das Alexander-von-Humboldt-Gymnasium Schweinfurt, an dem er 1969 seine schulische Laufbahn beendete. Von 1969 bis 1972 absolvierte er eine Polizeiausbildung in Würzburg, München und Dachau. Er versah seinen Polizeidienst bis 1985 an Dienststellen in Aschaffenburg, Würzburg und Karlstadt, zuletzt als Ermittler, und engagierte sich ab 1972 in der Polizeigewerkschaft GdP. Schneider wurde zum Polizeihauptkommissar befördert; er war bis 2008 als Personalrats- und Bezirkspersonalratsvorsitzender in Würzburg tätig und von 1986 bis 2008 Mitglied im Hauptpersonalrat beim Bayerischen Staatsministerium des Innern.

## Politische Laufbahn
Schneider ist seit 1979 Mitglied der SPD und wurde 2000 zum Kreisvorsitzenden der Partei im Landkreis Main-Spessart gewählt. Er ist seit 1984 Stadtrat in Karlstadt, seit 1988 Kreisrat im Landkreis Main-Spessart und war von 1996 bis 2020 stellvertretender Landrat des Kreises. Von 1994 bis 2003 war er Bezirksrat des Bezirkstags Unterfranken.
Bei der Landtagswahl am 28. September 2008 wurde Schneider über die SPD-Liste in Unterfranken in den Bayerischen Landtag gewählt, dem er bis 2013 angehörte. Dort war er von 2008 bis 2013 Mitglied des Ausschusses für Kommunale Fragen und Innere Sicherheit und zugleich Sicherheitspolitischer Sprecher der SPD-Landtagsfraktion. Zudem war er von 2009 bis 2011 Mitglied des Ausschusses für Umwelt und Gesundheit. 2012 war er Mitglied der 15. Bundesversammlung zur Wahl des Bundespräsidenten.

## Gesellschaftliche Funktionen
Schneider war ab 1979 stellvertretender Landes- und Bundesjugendvorsitzender der Gewerkschaft der Polizei (GdP), ab 1986 Personalratsvorsitzender der unterfränkischen Polizei sowie Mitgründer des Trägervereins für offene Kinder- und Jugendarbeit in Karlstadt (Troja). Von 1985 bis 2008 war er Vorsitzender des GdP-Bezirks Unterfranken, von 1993 bis 2005 stellvertretender Landesvorsitzender und von 2005 bis November 2010 Landesvorsitzender Bayern der GdP. Dem GdP-Bundesvorstand gehörte er von 1994 bis 2010 an. 2010 wurde er zum Ehrenvorsitzenden des Landesgewerkschaftsverbandes ernannt. Seit 2012 ist Schneider Vorstandsmitglied des AWO-Bezirksverbands Unterfranken.

## Auszeichnungen
- 2014: Bayerische Verfassungsmedaille in Silber[2]
- 2019: Kommunale Verdienstmedaille in Bronze[4]

## Persönliches
Schneider ist verheiratet mit der Bundestagsabgeordneten a. D. Heidi Wright; er hat drei Kinder und fünf Enkel.